# Édouard Carpentier
Pour les articles homonymes, voir Carpentier.
Édouard Carpentier, né Édouard Wiercowicz (ou Édouard Ignacz Wieczorkiewicz, ou Édouard Wieczorkwicz) le 17 juillet 1926 à Roanne (Loire) et mort le 30 octobre 2010 à Montréal (Canada), est un gymnaste français devenu catcheur, puis entraîneur et animateur de télévision.

## Biographie

### Jeunesse et formation
Édouard Wiercowicz est le fils d'une mère polonaise et d'un père russe, aubergiste de profession.
Dans sa jeunesse, il se spécialise en éducation physique et devient un gymnaste, il « pratique la gymnastique (barre fixe, cheval d'arçons, barres parallèles, anneaux, sol), mais souhaite devenir cuisinier ». À 16 ans, lors de la Seconde Guerre mondiale, capturé et fait prisonnier par les Allemands, il parvient à s'évader avec quelques autres par les toits de Paris et risque ensuite sa vie dans la Résistance française, ce qui lui vaut d'être décoré pour sa bravoure : il reçoit la croix de guerre 1939-1945 et la croix du combattant.

### Carrière

#### Lutteur et gymnaste
Après la guerre, Édouard Wiercowicz poursuit son entraînement en lutte olympique (lutte gréco-romaine) et en gymnastique, puis est sélectionné par l'Équipe olympique française de gymnastique pour les Jeux olympiques d'été de 1948 à Londres.
En 1950, il participe au Championnat du monde de gymnastique à Bâle (Suisse). Aux Jeux olympiques d'été de 1952 à Helsinki, il n'est que remplaçant.

#### Cascadeur puis catcheur
Peu après, Édouard Wiercowicz est embauché comme cascadeur de films d'action par Lino Ventura, ou il officie comme doublure de l'acteur Eddie Constantine. Ventura, étant catcheur en France et, voyant comme un atout pour le catch les qualités athlétiques de « Wiecz », il le convainc d'opter pour une carrière en catch. Dans un court laps de temps, Wiercowicz adapte ses aptitudes gymniques à la lutte professionnelle, devenant un lutteur spectaculaire et usant de sauts périlleux pour achever ses adversaires.

#### Départ pour le Canada
Au milieu des années 1950, le champion québécois Yvon Robert, alors en tournée de lutte en Europe (où il remporte d'ailleurs un championnat), est impressionné par les qualités d'Édouard Wiercowicz, ce lutteur français qui, selon lui, ferait « tout un tabac » au Québec (et dans le monde entier), et l'invite au Québec. Devenant champion d'Europe en 1956, Wiercowicz débute ensuite au Québec, mais en changeant bientôt son nom pour Édouard Carpentier, afin de faire ressortir sa saveur française. Le patronyme Carpentier, au Canada français, est porté depuis longtemps. Wiercowicz l'adopte aussi pour suggérer son soi-disant lien de parenté avec le célèbre champion de boxe français des années 1920, Georges Carpentier : « Eddie Quinn invite même (ce) Georges Carpentier à arbitrer une finale à laquelle participe son prétendu neveu [Édouard] ».

#### Catcheur de haute voltige en Amérique du Nord
Venu à Montréal « pour un contrat de trois mois », Édouard Carpentier fait rapidement partie, et pendant quelque dix ans, de la sphère du promoteur Eddie Quinn. Il est le premier catcheur à s'élancer du haut des cordes et l'un des rares à déployer autant de voltige, parmi lesquels les Ciseaux de tête (Flying Head Scissors) à son adversaire à partir du sol. Le 18 avril 1956, Carpentier livre un premier combat-spectacle au Forum de Montréal contre Angelo Savoldi (en), « et sa progression sera aussi fulgurante que sa popularité sera énorme ».
Il fait rapidement sensation contre Wladek Kowalski, Don Leo Jonathan (en) et Maurice Vachon. En 1957, il remporte le titre de champion du monde de l'American Wrestling Association (AWA) face à Wladek Kowalski, en 1960 à deux reprises, et en 1963 et 1967. Il défait également Hans Schmidt (en) tenant le rôle du « lutteur nazi le plus détesté de son époque ».

#### Promoteur du «géant Ferré»

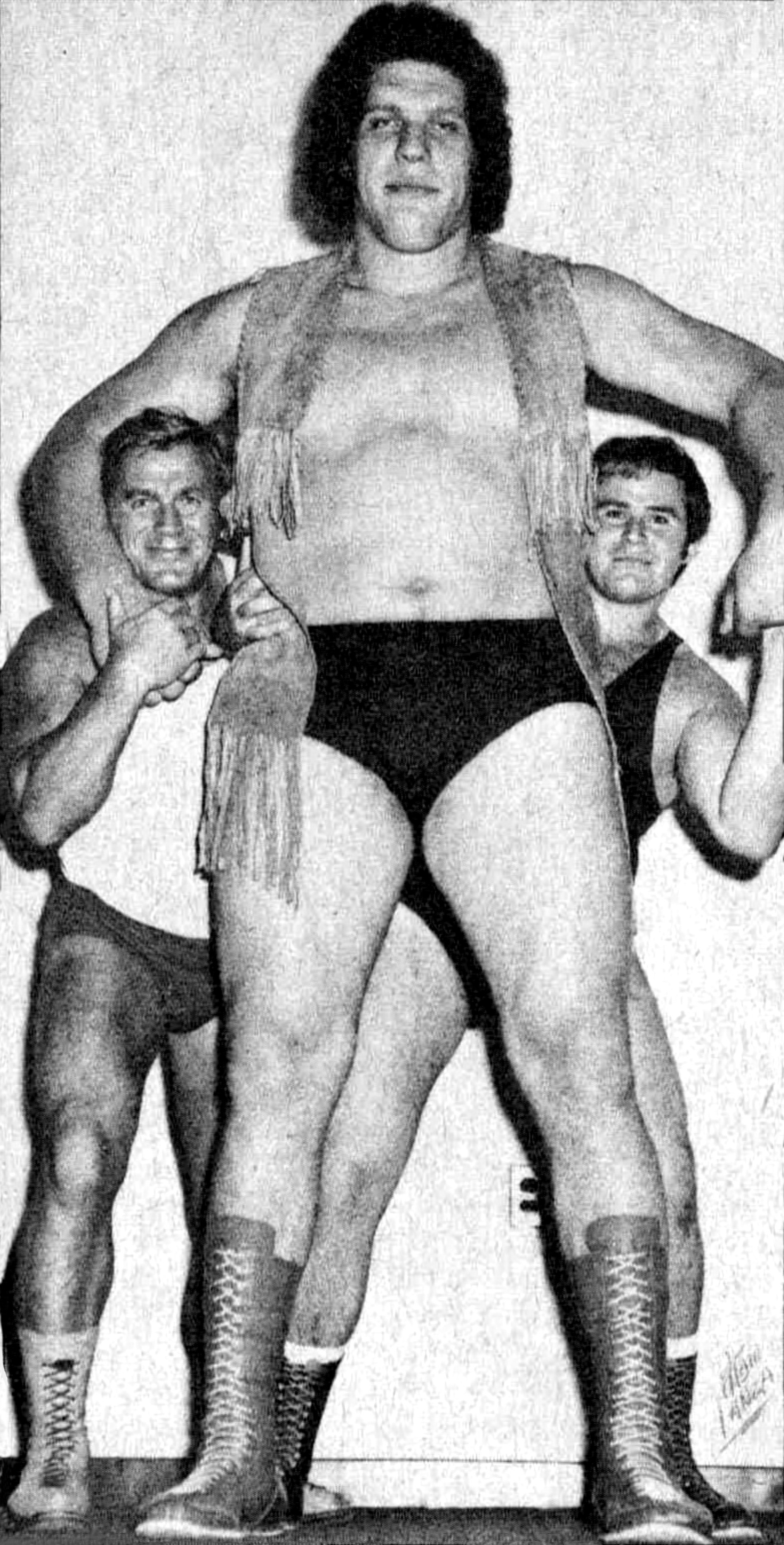
Carpentier (à gauche) avec André le Géant et Yvon Robert Jr.

Entre-temps, déjà, Édouard Carpentier commence à entraîner des jeunes espoirs de la lutte. Il voyage beaucoup et fait sensation dans l'arène, aux États-Unis (surtout à la AWA du Minnesota), au Canada, avec Stampede Wrestling de Stu Hart, et au Japon. 
Bien qu'il ne retournera pas en France pendant une longue période — et n'y résidera jamais plus —, il invite des lutteurs de sa patrie à venir catcher au Canada. Parmi eux, Jackie Wiecz (neveu d'Édouard Carpentier, aussi dit André Carpentier et Roland Carpentier) et Édouard Éthifier (qui vont œuvrer pour Lutte Grand Prix), ainsi qu'un géant de plus de 7 pieds (plus de 2,20 mètres) qui va devenir une star de la lutte dans les années 1970 : André Roussimoff, dit « le Géant Ferré », qui sera connu aux États-Unis comme André The Giant.

#### À la télévision et fin de carrière
La feuille de route d'Édouard Carpentier au Québec est certes impressionnante, en comptant les promotions NWA d'Eddie Quinn, l'AWA, les As de la Lutte, Lutte Grand Prix (dont il est une des figures principales), ainsi que Superstars of Wrestling (de George Gannon) et finalement Promotions Varoussac, dont il anime aussi l'émission vedette, Les Super Étoiles de la lutte, chaque dimanche matin sur CHLT (Télé 7, devenu TVA). 
À partir des années 1980, Carpentier co-anime avec Guy Hauray les galas à la télévision de lutte internationale. En 1985, le duo présente la version française de la World Wrestling Entertainment (WWF), diffusé en France sur Canal+ dans l'émission Les Superstars du Catch. Carpentier contribue à la popularité de cette organisation au Québec, par ses commentaires colorés et sa crédibilité. Dans cette émission, il utilise plusieurs expressions culte, telles que « Le coup de la corde à linge… », « Croyez-moi, ça fait mal ! », sans oublier « À la semaine prochaine, si Dieu le veut ! », qui ponctue chaque fin d'émission.
En 1992, il laisse Raymond Rougeau lui succéder comme animateur francophone officiel de la WWF, et prend sa retraite définitive de la lutte, non sans continuer à entraîner des jeunes pour le sport dans une école au Complexe sportif Claude-Robillard, après avoir longtemps dirigé l'école de lutte de Varoussac à l'ancien centre Paul Sauvé.

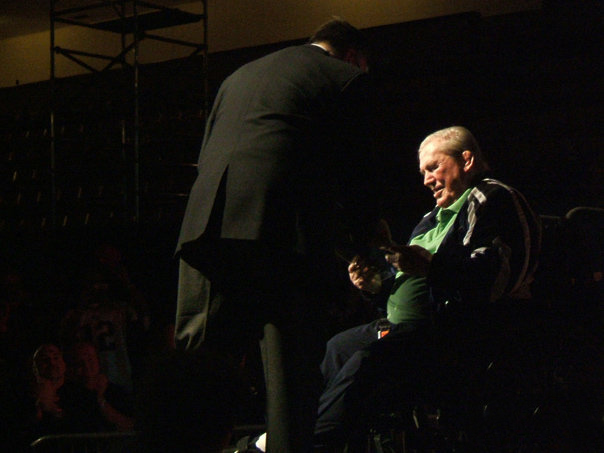
Marc Blondin rend hommage à Édouard Carpentier lors du gala de la ToW5, le 5 mars 2010.

En 2000, il participe comme interviewer invité au Gala de lutte internationale, dirigé par Jacques Rougeau. Cependant, son âge le rattrape : il fait une crise cardiaque en 2000, et sa colonne vertébrale ainsi que ses jambes ont perdu de leur force et souplesse. Il travaille ensuite à la promotion de « produits naturels » québécois nommés Vie de Velours (car à base du velours recouvrant les bois des wapitis ou autres cerfs, ou élans), puis se retire de la vie active, mais ne quitte guère Montréal.
Le 5 mars 2010, le présentateur Marc Blondin (en) rend un hommage à Édouard Carpentier, invité d'honneur lors du cinquième gala de la ToW (Top of the World 5) au centre Pierre-Charbonneau à Montréal. C'est aussi à cet endroit qu'en l'an 2010 il est reçu au Temple de la renommée de la lutte (Pro Wrestling Hall of Fame).

### Mort
À la fin de sa vie, Édouard Carpentier est veuf et esseulé, sans parenté au Canada car son fils Michel, avec qui il est en brouille, est lui-même malade et réside en France.
Le 30 octobre 2010, il meurt à l'âge de 84 ans d'un arrêt cardiaque à son domicile de Montréal, en attendant l’arrivée des ambulanciers devant le transporter dans un hôpital de Côte-des-Neiges, son quartier montréalais. 
Une ancienne gérante, Mme Tony Langelier, en lien avec les membres de la famille d'Édouard Carpentier et que l'hôpital appelle pour se charger du dossier, s'occupe de l'organisation des funérailles, et de ce fait, lui évite la morgue de peu, du fait de la confusion autour de son identité,. Mais, après quelques jours, une infirmière la prie d'arrêter d'organiser les obsèques en l'informant que, deux semaines avant sa mort, Carpentier, qui souffrait de démence, s'ajoutant à ses nombreux autres problèmes de santé, avait rédigé son testament et voulait des funérailles discrètes. Mme Langelier garde un goût amer de cet épisode : « J’étais abasourdie ! Je ne pouvais pas connaître cela ! Édouard avait choisi une autre maison funéraire. Il a fallu tout annuler. Le salon que j’avais choisi est allé rapporter le corps. ». L'ultime hommage à Carpentier, que voulaient lui rendre ses amis, n’a donc jamais eu lieu.
Son corps est finalement incinéré et ses cendres sont inhumées auprès de celles de son épouse au cimetière Notre-Dame-des-Neiges à Montréal.

## Décorations
- Croix de guerre 1939-1945[6]
- Croix du combattant[8]

## Au cinéma
- 1961 : Le catch